# Abu Bakr ibn Mihran Xah
Abu Bakr ibn Miran Xah (1382-1408) fou un príncep timúrida de l'Iraq i del Takhi-i-Hulagu (Pèrsia occidental). Era fill de Miran Shah i net de Tamerlà.

## Enllaç
El 1389 Abu Bakr Mirza fou promès a la filla de l'amir Hajji Saif al-Din Barles. El 1392 en una festa a la plana d'Akyar, entre Samarcanda i Xahrisabz, aquest matrimoni es va fer efectiu

## Actuació a Alinjak
El 1399 en revenja per un recent atac de Miran Shah a Shaki (Azerbaidjan), l'amir local Sherif Ali Arlat i el rei de Geòrgia, van enviar un contingent a l'Azerbaidjan que van assolar, alleujant la situació de Tahir ibn Ahmad, assetjat a Alanjik. L'amir Sultan Sanjar ibn Saif al-Din, que dirigia les forces assaltants, després de la derrota patida, va haver d'aixecar el setge i anar a Tabriz a retre comptes, i els georgians van poder entrar a la fortalesa i reunir-se amb Tahir. Miran Shah va enviar aleshores al seu fill Abu Bakr Mirza amb alguns amirs per impedir-ho però els georgians foren mes ràpids i van poder sortir amb Tahir, deixant al comandament a Hajji Salih i tres oficials (iznaurs) georgians. En la seva tornada a Geòrgia, el contingent es va trobar amb una part de l'exèrcit que venia de Tabriz i no va poder evitar la batalla. El príncep Abu Bakr en l'enfrontament, va matar d'una fletxa a Sherif Ali Arlat de Shaki, però tot i aquesta baixa els georgians van derrotar els enemics que es van haver de retirar; el mateix Abu Bakr es va salvar per la fugida.

## El príncep a Síria
El 1400, en la batalla d'Alep, Abu Bakr va dirigir l'avantguarda de la dreta. Tamerlà va enviar els prínceps Abu Bakr Mirza i Pir Muhàmmad ibn Úmar Xaykh amb els amirs Sulayman Shah i Sevinjik Bahadur, cap a Hama; es van apoderar de la ciutat però no van poder ocupar la fortalesa perquè era molt forta. Quan Tamerlà va abandonar Síria va enviar un destacament manat pels prínceps Abu Bakr i Rustem i els amirs Xaikh Nur al-Din i Sulayman Shah cap a Tadmir (Palmira) i expulsar els dhu l-kadirs que s'havien establert a la zona.

## Incursió a Bagdad
Al començament de 1402, Tamerlà el va enviar a Bagdad; Abu Bakr, després de passar pel Diyarbakir, va començar el seu recorregut a Arbela, on va detenir al governador Abdalla i altres caps rebels que foren enviats a la cort lligats. En les operacions va morir l'amir Payende Sultan Barles. Mentre Rustem sortia de Burujird i es va reunir amb Abu Bakr a Hilla. Acompanyat de l'amir Jahan Xah, es va presentar a Bagdad i va bloquejar tots els accessos. El sultà jalayírida Ahmad ibn Uways fou sorprès completament; va fugir en camisa, amb el seu fill Tahir ibn Ahmad i alguns soldats, va pujar a un vaixell i es va dirigir a Hilla.

## Conquesta de Kemakh
Poc després, Tamerlà, decidit a ocupar Kemakh a Anatòlia hi va fer anar a Abu Bakr i a altres prínceps: Khalil Sultan, Sultan Husayn Mirza i Iskandar ibn Úmar Xaykh; i a diversos amirs com Jahan Xah, Xaikh Nur al-Din i Burunduk, amb nombrosos reforços; Kemakh fou privada d'aigua i després de diversos dies atacant-la es va decidir un atac general. Inicialment no ho van aconseguir però l'endemà al matí l'assalt es va reprendre amb gran fúria. Les tropes d'Abu Bakr van ser les primeres a l'assalt seguides de les Muhammad Sultan; les operacions es van veure facilitades pel cobriment d'una part del barranc que defensava un dels costats. La fortalesa, considerava impregnable, va caure (finals de març) després d'una defensa ferotge en la qual no es van estalviar ni el foc grec, ni les fletxes, ni les roques.
Després Abu Bakr va fer els reconeixements de la zona d'Ankara. A la batalla d'Ankara (28 de juliol de 1402) Abu Bakr va dirigir l'avantguarda de l'ala dreta assistit per Jahan Xah, Kara Osman (emir ak koyunlu de Diyarbakr), Tuvakkul Barles i Pir Ali Suldus; l'ala dreta fou qui va iniciar la lluita. Al final de la batalla fou enviat a atacar Iznik i avançar amb la cavalleria fins a Tarakli Yeñijes i Hissar. Però l'objectiu suprem era la captura de Sulayman Celebi, el fill de Bayazid I, i Abu Bakr es va llençar al seu darrera matant i saquejant tot el que trobava al seu pas. Va ocupar sense problemes la vila fortificada d'Iznik que fou saquejada. Al acostar-se, Sulayman va fugir corrent amb els 5000 homes que seguien amb ell. Les seves dones van caure a mans d'Abu Bakr que ho va comunicar a Muhammad Sultan, que havia quedat al camp de Mikhalij, proper a Brusa. El desembre Miran Shah i Abu Bakr amb l'ala dreta de l'exèrcit, es van unir a Tamerlà davant Esmirna.

## Nou enllaç
El 1403 la filla de Malik Issa ibn Aiza, príncep ortúquida de Mardin fou promesa a Abu Bakr ibn Miran Shah.

## Virrei de l'Iraq Arabí
Poc després Timur es va traslladar a la zona de Kars i allí va donar el govern de l'Iraq Arabí incloent Wasit i Bàssora (i amb les seves dependències de Kurdistan, Oirat, Mardin i Diyarbakir) al príncep Abu Bakr amb l'encàrrec de recuperar i restaurar Bagdad; li va donar com a grans amirs a Bayan Sultan Barles, Pir Husayn Barles, Sevinjik Bahadur, Sultan Sanjar, Hajji Saif al-Din Barles, Doler Khoja Inak i alguns altres, així com un fort exèrcit. Abu Bakr va anar a la zona via Diyarbakir. Timur va enviar també en suport d'Abu Bakr al seu net Rustem, governador d'Esfahan i cosí d'Abu Bakr; altres suports enviats per Timur foren Tukel Ari Bugha, governador d'Hamadan, Tamun Sutxi, governador de Nihawand i Shah Rustem de Sanjar i Dinawar.
Abu Bakr i Rustem es van trobar a Hilla (1403). Van creuar conjuntament el riu i es van trobar amb les forces de Kara Yusuf Kara Koyunlu a Sib, a la vora del riu Nahr al-Ganam. Els dos prínceps disposaven de tres mil homes mentre que Kara Yusuf estava acampat a l'altre costat del riu però amb un exèrcit mes nombrós. Abu Bakr volia cedir el comandament a Rustem per ser de major edat, però aquest va preferir dividir l'exèrcit en dos cossos i cadascun manar un d'ells i atacar l'enemic pels dos costats. Així es va fer i es va lliurar batalla. El germà de Kara Yusuf, Kar Ali, va rebre una fletxa que el va fer caure del cavall i algun soldat li va tallar el cap. Finalment les tropes de Kara Yusuf es van haver de retirar. Kara Yusuf es va poder refugiar a Síria amb alguns fidels però la seva tribu, uns 15000 caps de família, amb el bestiar i els seus bens, foren objecte de pillatge per part de les forces timúrides. La dona de Kara Yusuf, mare dels prínceps Isfendiyar i Ispan, fou feta presonera i encadenada. També es van capturar diverses dames i princeses i altres parents. També foren derrotades les tropes del príncep àrab Nuayr, cap suprem de totes les tribus àrabs del desert i posteriorment diversos prínceps de cada sector. Abu Bakr es va dedicar a reconstruir Bagdad que estava seriosament malmesa i a restaurar l'economia de l'Iraq Arabí, tornant a cultivar els camps i recuperant les viles i poblets.
Tamerlà va arribar a Sultaniya el 10 de maig de 1404 i l'endemà va sortir cap a Kazwin on va anar a fer-li reverència el príncep Abu Bakr, que venia d'Ardebil, on no l'havia trobat; l'acompanyaven els amirs Sevinjik i Pir Husayn Barles; per mediació de l'emperadriu Sarai Mulk Khanum i de l'amir Xaikh Nur al-Din, va demanar a Timur que permetés que el príncep Miran Shah (pare d'Abu Bakr) que residia a Sultaniya, pogués anar a residir amb ell a Bagdad. Timur ho va concedir i va acordar una pensió a Miran Shah de 400.000 dinars kopeghis (equivalents a un ducat d'or o a 7 lliures). Abu Bakr va rebre diversos regals de Timur.

## Combatent a Iskandar-i Shaykhi
Tamerlà li va donar la ordre d'anar a combatre a Iskandar-i Shaykhi al costat de Rustem i l'amir Sulayman Shah, de manera vigorosa; a l'esposa d'Abu Bakr, Shahi Mulk (filla de l'amir Hajji Saif al-Din Barles), li va concedir la senyoria de Dudjail (en el govern de Bagdad); la princesa que s'havia desplaçat des de Sultaniya va retornar a l'endemà a aquesta ciutat. Abu Bakr va fer treure la neu i va creuar la muntanya d'Akbay Talagun, i es va trobar amb els prínceps Rustem i Iskandar ibn Úmar Xaykh i l'amir Sulayman Shah a Kujur al Rustumdar. En aquest lloc fortificat van romandre 20 dies, fin que va arribar el gruix de l'exèrcit. Després van perseguir a Iskandar-i Shayki, però la zona era de bosc molt dens i avançaven poc ja que havien de tallar molts arbres. Rustem i Abu Bakr amb els amirs Sevinjik i Sulayman Shah van seguir perseguint a Iskandar Shayki cap a la muntanya, van fer presoner al seu fill Ali ibn Iskandar i a la filla, amb els servidors del rebel. Sultan Husayn Mirza es va trobar amb els prínceps Rustem i Abu Bakr a la vora de la mar Càspia i junts van marxar a buscar a Iskandar Shayki en direcció a Gilan; se'ls va unir l'amir Mezrab Yaku que amb les tropes de Khurasan (província mongola) també buscava a Iskandar-i Shayki; altres amirs que havien sortir amb el mateix objectiu, van anar confluint al mateix lloc i finalment es va decidir retornar al campament imperial. Timur els va reprotxar no haver seguit buscant a Iskandar i els va reenviar a tots a la tasca, amb l'amir Màlik Xah com a supervisor; durant 15 dies van estar pels boscos sense poder acampar per la pluja intensa que no parava i Timur ho va saber i finalment va ordenar que tornessin. Timur va aixecar el campament de la muntanya i va anar a acampar a la rodalia del castell de Nur; allí li foren portats el nebot d'Iskandar Shayki i altres parents que havien estat fets presoners i els va perdonar la vida. Aquella nit els prínceps Abu Bakr i Sultan Husayn van enviar un correu anunciant que estaven a l'altre costat del torrent del Infern però que no el podien creuar perquè el pont havia estat destruït. Timur va enviar un equip per reconstruir el pont i van poder passar en poc temps. Timur va ordenar als prínceps Iskandar, Rustem i Abu Bakr de retornar als seus governs (Hamadan, Esfahan i Bagdad)

## Conflicte amb Muhammad Umar
El seu germà Muhammad Umar Mirza havia rebut el govern del Takhi-i-Hulagu (l'Azerbaidjan i Tabriz, l'Iraq Ajamita amb Sultaniya, Gilan, Rustumdar, Xaki i el Xirvan i dependències). A la mort de Tamerlà el 18 de febrer de 1405, Khalil Sultan, germà d'Abu Bakr i de Muhammad Umar, es va proclamar gran amir a Samarcanda i va demanar ajut als seus germans i al seu pare Miran Xah que vivia a Sultaniya, en territori de Muhammad Umar. Abu Bakr va respondre a la crida, va reunir el seu exèrcit i va deixar l'Iraq Arabí sota administració d'alguns oficials (eliminats a finals d'any pels jalayírides) i se'n va anar cap a Transoxiana; l'execució de l'amir Jahan Xah per part de Muhammad Umar no va agradar a Abu Bakr; el seu germà va tèmer que l'exèrcit que travessava els seus dominis servis per prendre venjança de la mort de l'amir. L'amir Husayn Barles es va presentar com a delegat d'Abu Bakr per anunciar que el seu senyor romania fidel a Muhammad Umar. El 2 de maig de 1405 Muhammad Umar va acampar a Sultaniya, cap on es dirigia Abu Bakr, aquest probablement no tenia intencions hòstils, devia voler la cooperació del seu germà en l'expedició cap a Transoxiana, i volia també que hi participés el seu pare Miran Xah. Per això va aturar el seu exèrcit a certa distància de Sultaniya i va anar cap al campament de Muhammad Umar amb un reduit grup de soldats. Però Muhmmad Umar ja s'havia desentés de la sort de Khalil; va consultar amb els seus amirs que s'havia de fer i la majoria van opinar que calia arrestar a Abu Bakr. Quan aquest va arribar al campament fou detingut i empresonat a Sultaniya. Miran Xah va decidir (pel seu compte o per pressió del seu fill Muhammad Umar) marxar al Khurasan (província mongola) exiliat i amb destí final eventualment a Transoxiana (juny o juliol de 1405), però va haver d'esperar perque a Khurasan l'amir Said Khoja estava combatent la rebel·lió dels sarbadars i el viatge era perillós.

## Abu Bakr alliberat
El 24 de juliol de 1405, amb algunes complicitats interiors a Sultaniya, Abu Bakr va prendre el control d'aquesta ciutat; els que s'hi van oposar, principalment el tresorer (Khinzanji) Adel, Isa Kurji i Xaikh Hajji, foren massacrats. Agafats per sorpresa els oficials i soldats es van passar a Abu Bakr; la plaça estava ben proveïda d'armes i guardava el tresor local. L'amir Husayn Barles i la mare d'Abu Bakr, Janila Begum, que eren a Ghuzeldereh amb el qual quedava d'exèrcit, es van dirigir a Sultaniya amb la seva gent per recolzar a Abu Bakr. Aquest va repartir entre els seus seguidors els diners trobats a la ciutat, per assegurar lleialtats, i amb les tropes que li donaven suport es va dirigir a Rayy i d'allí al Khurasan, buscant al seu pare Miran Xah, que en aquells dies ja havia marxat cap allí.
En dos dies Muhammad Umar va arribar a Sultaniya (27 de juliol) i va enviar a l'amir Abd al-Razzak, fill de l'amir Kodadad Husayni, a perseguir a Abu Bakr. A la vora de Kazwin els dos exèrcits es van trobar i després d'una batalla que va durar tot el dia, sense guanyador clar, Abu Bakr va poder seguir cap a Rayy i Abd al-Razzak va haver de tornar a Sultaniya que Muhammad Umar havia deixat en mans d'amirs fidels i ja havia abandonat.
A Miran Xah s'havia unit el cap rebel sarbadar Khoja Ali Sultan i quan Xah Rukh en va demanar l'entrega, Miran Xah ho va acceptar. Abu Bakr va arribar a la comitiva del seu pare, i quan ho va saber, va retreure al seu pare aquesta entrega. No obstant pare i fill van decidir retornar a l'Azerbaidjan. (54, 55)

## Ofensiva d'Abu Bakr
Pel camí Abu Bakr va intentar reforçar-se; va acceptar certa ajuda que li facilitaven els amirs de Khurasan enviats per Xah Rukh; també es va casar amb la filla de l'amir Tavakul Ari Bugha a la ciutat de Bistam, el que li feia guanyar un aliat, i després va anar en tres dies fins a Damghan (junt amb Miran Xah) i seguidament a Semnan (que fou saquejada per una ofensa anterior), i d'allí a Khuwar o Khawar entrant altre cop a l'Iraq Ajamita portant a la princesa Sultan Bakht Begum (una de les esposes de Miran Xah) que fou deixada a un campament que van establir a Sauk Bulak. Mentre Husayn Barles s'havia apoderat de la fortalesa de Xahriyar, que fou el lloc on es van dirigir Abu Bakr i Miran Xah. Allí van saber que Muhammad Umar era al riu Kur lluitant contra l'amir de Xirvan, Xaikh Ibrahim i el seu aliat Bistam Jagir. Abu Bakr es va dirigir amb dos mil homes cap a Sultaniya, que no va oferir resistència. Els harems d'Umar a la ciutat i els dels seus amirs foren repartits entre els seus partidaris.

## Caiguda de Muhammad Umar
Quan tot això es va saber al campament del Kur, establert a Mianej-Ghermrud, els soldats van abandonar a Muhammad Umar i es van passar a Abu Bakr. Umar acabava de fer una pau amb Ibrahim que en tot cas no fou duradora i havia abandonat la zona per lo que quan es van produir les desercions era lluny del front; s'estava dirigint cap a Tabriz acompanyat de tropes manades per l'amir Bayan Kutxin i el xaikh Khusraw Xah, una mena de visir. Aquests dos tenien com a principal preocupació l'establiment d'impostos i l'exacció de diners, probablement per enriquir-se personalment però formalment per compensar el que s'havia perdut quan Abu Bakr s'havia apoderat de Sultaniya el primer cop. Van arribar a Tabriz i en nomes dos dies van aconseguir recaptar 200 tumans iraki; els principals habitants de Tabriz foren espoliats i alguns havien de ser enviats a Sultaniya però com que aquesta estava en poder d'Abu Bakr, ara foren enviats a Awjan. De moment no sabien el que havia passat al seu campament del Kur però quan al cap de pocs dies van tornar a Ghermrud (via Ardebil) Muhammad Umar es va assabentar que els soldats havien desertat i molts soldats i amirs havien marxat a Sultaniya que ja havia confirmat que estava en mans d'Abu Bakr. A mes Xaikh Ibrahim havia représ els combats. Molts amirs de Muhammad Umar van passar a Abu Bakr i especialment a Miran Xah, entre els quals Umar Taban, Sultan Sanjar, Saif al-Din Barles o Abd al-Razzak ibn Kodadad Husayni. Abu Bakr va tractar be a Taban, que li constava que l'havia defensat, però en canvi a altres amirs dels que dubtava els va fer executar. El poder de Muhammad Umar es va enfonsar; Bayan Kutxin i el xaikh Khusraw Xah que eren a l'Awjan, es van dirigir a Sultaniya on van entregar la recaptació a Abu Bakr per salvar la pell, si bé el xaikh fou penjat per ordre d'Abu Bakr. Bayan Kutxin en canvi va poder passar al seu servei. Ja sense rival, Abu Bakr va decidir nomener sobirà del Takhi-i-Hulagu al seu pare Miran Xah (estiu del 1405). Va fer construir un tron d'or i va proclamar com a sobirà a Miran Xah.

## Muhammad Umar s'alia als turcmans
Per recuperar el poder Muhammad Umar es va aliar a alguns caps turcmans, especialment Jalik de Maragha, i turcomongols (una secció dels Sulduz). Sota comandament d'Alikeh Jalik, fill de Jalik, les forces dels turcmans van entrar amb Muhammad Umar a Tabriz. Els turcmans van cometre tota mena d'abusos a la ciutat. Va esclatar una revolta popular que va tancar les portes. La ciutat va intentar un acord amb Muhammad Umar però aquest va donar l'ordre d'atac als turcmans; aleshores els ciutadans van oferir una ferotge resistència. Abu Bakr, al corrent del que passava, va agafar les seves forces i es va dirigir a Tabriz. Quan es va saber que venia, els turcmans es van retirar cap a Maragha sense esperar-lo i Muhammad Umar també va fugir.

## Bayan Kutxin a Tabriz
Primer les exaccions de Bayan Kutxin i de Khusraw Xah i ara els abusos dels turcmans havien enfós la popularitat de Muhammad Umar al mateix temps que aixecaven la d'Abu Bakr. Aquest es va sentir fort i va decidir entrar a Tabriz i va pensar en proclamar-se sultà per sobre del seu pare Miran Xah. Aquesta decisió s'havia de comunicar a la ciutat i hi va enviar a Bayan Kutxin. Aquest havia tingut un paper destacat en les exaccions i va topar amb la resistència de la població que es negava a deixar-lo entrar ja que pensaven que actuava pel seu compte i no pel d'Abu Bakr. L'amir es va establir en un edifici fora muralles i va saber que venien reforços dirigits pels amirs Duldai i Khoja Berdi que arribarien en un parell de dies. L'endemà va saber que un cos de deu mil homes liderats pels xeics turcmans Kapani i Imad al-Din arribava a la ciutat per combatre'l. Com que els reforços encara tardarien unes hores, va decidir un atac sorpresa i amb els seus 400 homes va atacar els deu mil, els va desorganitzar i derrotar; però un altre cos liderat per l'amir Xaikh Kassab estava arribant i Bayan, sense acabar la feina, es va dirigir contra Kassab i al primer xoc les tropes d'aquest es van desbandar; l'endemà al matí van arribar els reforços per a Bayan, dirigits per Duldai, que en el seu camí havien fet nombrosos presoners dels enemics que fugien, entre els quals hi havia el propi amir Kassab. Bayan no obstant els va perdonar i alliberar. La població, al saber que Abu Bakr havia donat les ordres, es va sotmetre. Dos dies després Bayan i Duldai van sortir de la ciutat cap a Maragha deixant com a governador a l'amir Bahlul Barles.

## Abu Bakr a Tabriz
Abu Bakr va entrar a Tabriz el 31 de desembre de 1405. Com que era hivern fou necessari allotjar als soldats a les cases dels habitants el que fou una font de conflictes. Mentrestant Muhammad Umar havia anat de Maragha cap a Hamadan on el governador Arxiun li va dir que no podria resistir a Abu Bakr i que valia mes demanar ajut a Pir Muhammad de Fars. Passant per Esfahan se li va afegir Rustem. Aquest va suggerir una aliança del tres germans però mentre, aprofitant que el campament d'Abu Bakr a Sauk Bulak estava amb poques forces, atacar-lo per sorpresa. Així es va fer. Rustem va sortir d'Esfahan per anar a Siraz on fou molt ben rebut pel seu germà. Els tres germans Pir Muhammad, Rustem i Iskandar, fills d'Umar Xaikh van estar d'acord, i el primer Rustem d'Esfahan, que acompanyat de Muhamad Umar va ocupar i saquejar el campament d'Abu Bakr a Sauk Bulak i es van emportar a Sultan Bakht Begum, l'esposa de Miran Xah, i molt de botí, mentre els comandants del campament, Tavakul Barles i altres, estaven ocupats bevent; tot i borratxos van perseguir als atacants en la ruta Sari (Iran)-Kamix-Rayy i els van arribar a atrapar i enfrontar, però com que els atacants del campament eren mes nombrosos que els perseguidors, no van tenir gaires problemes en seguir el camí amb tot el que havien saquejat. Després Muhammad Umar va anar a Siraz on fou molt ben rebut. Al final del hivern les tropes dels tres germans estaven altre cop a punt i es van reunir a Jurbakhan (Jerbadekan).

## Guerra amb els cosins
Al saber de l'aliança de Muhammad Umar amb els seus tres cosins (Pir Muhammad de Fars, Rustem d'Esfahan i Iskandar ara de Yadz), Abu Bakr va marxar en persona cap al sud-oest, deixant el govern de Tabriz en mans de Muhammad Dawati i Zain al-Din Kazwiní; es va dirigir a Sultaniya (saquejant tot al seu pas fins i tot una caravana) i d'allí a Jurbakhan (Jerbadekan) on va acampar abans d'arribar a Esfahan (1406)
Estant allí va saber que en la seva absència el amir turcman Bistam Jagir s'havia apoderat de Tabriz i havia fet presoners als deus delegats. Bistam Jagir que tenia el suport de Xaikh Ibrahim de Xirvan, es va presentar a Tabriz, i el governador Muhammad Dawati, que no estava en capacitat per resistir ja que tenia un nombre limitat de forces, li va enviar un delegat i es va acordar la rendició. Abu Bakr va enviar un missatge de pau als tres prínceps (els seus cosins) i va retornar a l'Azerbaidjan. Els tres prínceps disposaven entre tots de 50.000 homes, i comptaven que Abu Bakr era ara un errant (havia perdut ja Tabriz) i estava enemistat amb el seu pare i la seva mare i, per tant, van decidir perseguir-lo. Abu Bakr va acampar al sud de Sultaniya a un lloc anomenat Guruk Arghun.

## Campanya d'Esfahan
La situació a Tabriz era fluida i Abu Bakr va canviar de plans i va tornar a marxar en direcció a Esfahan. El seu exèrcit es va trobar amb el dels tres germans que el buscaven a la rodalia de Derguzin en un lloc anomenat Kharbereh. La batalla de Derguzin o Kharbereh es va perllongar tot el dia, causant quatre mil morts o ferits greus; a la nit es va aturar però al dia següent es va reprendre i Abu Bakr, amb un atac amb les tropes d'elit cap al centre de Pir Muhammad, va aconseguir la victòria. L'exèrcit derrotat va fugir corrent cap a Esfahan. Abu Bakr i les seves forces van descansar uns dies en els quals va fer matar alguns amirs propis, el mes destacatdels quals fou Umar Taban, acusat de no haver lluitat amb ganes i de ser enemic secret seu. Això va provocar la deserció temporal de Husayn Barles i alguns altres amirs, que es va refugiar a Esfahan. Abu Bakr es va dirigir contra Esfahan. Le població es va refugiar darrera els murs o al castell de Tabrak. Abu Bakr va ocupar la ciutat fora muralles i la va tractar molt be esperant una submissió que no va arribar.
Mentre Abu Bakr feia una inspecció es va fer una sortida dels assetjats a Esfahan i en l'enfrontament i va haver gran nombre de ferits. L'endemà Abu Bakr es va presentar en formació de batalla amb un centre, una dreta i una esquerra. Va entrar al barri dels Jardins i dos mil homes enemics, quasi tots civils, van resultar morts; tres amirs enemics foren fets presoners. L'endemà els notables de la ciutat van acordar la rendició. Es retornaria tot el que havien pres a Sauk Bulak, es llegiria la khutba en nom de Miran Xah i la moneda s'encunyaria també en nom d'aquest. Però al darrer moment Abu Bakr va decidir trencar l'acord i assaltar la ciutat. Muhammad Umar, que estava entre els assetjats a Esfahan, va pensar que tot estava perdut i va fugir cap al Khurasan (província mongola). Durant l'assalt Abu Bakr va saber que Xaikh Hajji Iraki de Daylam estava assetjant Sultaniya i que Xaikh Ibrahim havia arribat a Tabriz ocupada per l'amir Bistam. Va desistir de l'assalt i va renovar el tractat de capitulació amb Esfahan, sortint després en direcció a Sultaniya. Quan va arribar a Derguzin, Xaikh Hajji Iraki va abandonar el setge de Sultaniya i se'n va anar cap a Tarom al Daylam, prop de Zanjan.

## Retorn a Tabriz
Abu Bakr després de la seva victòria a Esfahan, estava en disposició de tornar a Tabriz. Després de Bistam Jagir que l'havia evacuat, havia passat a mans del seu fins feia poc aliat i ara enemic, Xaikh Ibrahim, el qual en va sortir per acampar a l'Awjan i al cap de poc temps va marxar i va permetre que fos ocupada pel sultà jalayírida Ahmad ibn Uways. Aquest quan va saber que venia Abu Bakr es va retirar cap a l'Awjan; els amirs li aconsellaven retirar-se cap a Bagdad i així es va fer, però la retirada va esdevenir desbandada; els soldats van començar a marxar desorganitzats, cadascun pel seu compte a veure qui corria mes. L'1 de setembre de 1406, Abu Bakr va arribar a Tabriz però no hi va entrar perquè hi havia una epidèmia de pesta; es va quedar primer fora i després es va dirigir a Naxçıvan.

## Victòria de Kara Yusuf a Nakhitxevan
Kara Yusuf dels Kara Koyunlu havia reorganitzat les seves forces que s'estaven concentrant a la zona de l'Araxes. Abu Bakr va enviar un delegat al Kurdistan a Malik Izz al-Din de Jazireh; aquest va acceptar combatre a Kara Yusuf. El 26 d'octubre de 1406 l'exèrcit d'Abu Bakr i el de Kara Yusuf es van trobar a la zona de l'Araxes, a la regió de Naxçıvan, i al dia següent es va lliurar batalla que fou favorable a Kara Yusuf; Molts soldats d'Abu Bakr van ser fets presoners. Abu Bakr va fugir a Marand. Poc després els vencedors entraven a Tabriz que van saquejar i van matar part de la seva població o els van confiscar les propietats; l'amir Xaikh Kassab, ara al servei de Kara Yusuf, va perseguir a Abu Bakr fins a Sayyidabad, però Abu Bakr va poder arribar a Sultaniya que va posar en estat de defensa i va poder passat el hivern a la província de Rayy.

## Revolta a Xahriyar
El govern de la fortalesa de Xahriyar, propera a Rayy, s'havia concedit a Bayan Kutxin. Aquest va trair a Abu Bakr i va oferir els seus serveis a Muhammad Umar, que havia fugit al Khurasan on Xah Rukh l'havia nomenat governador del Mazanderan; Bayan Kutxin es va comprometre a conquerir l'Iraq Ajamita si Muhammad Umar li enviava tropes. Abu Bakr era a Kazwin i va tenir notícia de les negociacions; va deixar a Xirin Beg al càrrec de Kazwin i va marxar contra Xahriyar on va assetjar a Bayan; aquest es va defensar de manera coratjosa però les forces d'Abu Bakr van aconseguir conquerir el recinte exterior i els defensors de la ciutadella es van rendir. Ali Sadik fou nomenat kutwal i Bayan Kutxin i els seus associats foren executats.

## Muhammad Umar ataca Rayy
Mentre assetjava Xahriyar (vers febrer del 1407), Muhammad Umar va fer una incursió a Rayy on es va apoderar del ogrok (quarter) d'Abu Bakr i es va emportar un miler de tendes i molts presoners que va enrolar a la força. Abu Bakr va anar després a Sawah i va recaptar el tribut pactat per la capitulació; del Kurdistan els seus amirs també li van fer arribar els impostos que recaptaven. Abu Bakr va seguir cap a Derguzin i Hamadan. Muhammad Umar i el seu germa Abu Bakr no van tornar a enfrontar-se ja que el primer va orientar les seves ambicions cap al Khurasan (província mongola), on va perdre la batalla i finalment la vida (primavera del 1407).

## La conspiració dels amirs
Abu Bakr va tenir noticies aleshores d'una conspiració d'amirs favorable a Miran Xah que pretenia eliminar-lo i posar al seu pare al front; eventualment saquejarien Sultaniya i Kazwin i es dirigirien al Khurasan; poc després els tres amirs implicats (Tavakul Ari Bugha el sogre d'Abu Bakr, Pir Husayn Barles, tornat al seu servei, i Ismail Etkeh) foren arrestats i executats i els seus bens entregats a l'amir Ali Sadik, kutwal de Xahriyar. Altres dos amirs van fugir abans de ser detinguts (Anuixirvan Barles i Khoja Berdi). Miran Xah segons els detinguts no havia estat implicat però Abu Bakr el va fer empresonar; els amirs que havien revelat la conspiració foren premiats amb cinturons adornats amb pedres precioses; alguns amirs de menor grau que havien tingut coneixement del pla i no l'havien revelat, foren executats.

## Mort de Hajji Iraki
Abu Bakr era a Derguzin i va anar fins a Kuruk Arghun on va saber que el xeic Hajji Iraki havia estat assassinat a primers de juny de 1407 per Xukr Allah Jamal al-Din Ilgaz, Berdi Beg i Xir Xah Taromi. Va sortir de la seva residència i via Sajas es va dirigir a Guzel; va esperar encara entre un i dos mesos i finalment va arribar a Sultaniya (estiu) i va concedir a Ilgaz el honor de baixar-li la ma i el va nomenar visir (en recompensa per lliurar-lo d'aquest enemic), residint a Kazwin

## Traïció del visir Ilgaz
Abu Bakr era a Sultaniya i va saber que Ilgaz havia reconegut com a sobirà a Rida Kiya, príncep de Gilan, i havia abandonat Kazwin per anar a Rudbar. Abu Bakr va anar a Kazwin i va enviar tropes a perseguir a Ilgaz; aquest es va entregar quan li van dir que el príncep li concedia una amnistia, però portat a Kazwin, fou condemnat a una multa enorme que no va pagar ja que va morir per les tortures.

## Kara Yusuf ocupa temporalmente Sultaniya
Kara Yusuf era un enemic perillós i va atacar Sultaniya. Abu Bakr va deixar 200 homes escollits allí manats per Dervix Kurji i se'n va anar a Rayy, al peu de la Muntanya Damavand on va passar l'estiu. Kara Yusuf va ocupar Sultaniya temporalmemt i després la va saquejar i va enviar molts presoners i població en general a Tabriz, Maragha i Ardebil. (132)

## Incursions a Ardebil i Maragha
A meitat d'octubre de 1407 Abu Bakr, que havia tornat a Sultaniya, va fer una incursió en dos dies fins a Ardebil l'entorn de la qual va saquejar i va fer un botí considerable. Va estendre la incursió fins a Maragha on va fer mes botí i les dones i nens foren deixats a mans dels soldats. Va establir el seu quarter de hivern a Txemtxal i va enviar tropes al Kurdistan que també van aconseguir important botí. Va restar allí fins a la primavera del 1408

## Aliança amb els Ja'un-i Qurban
A la primavera els amirs dels Ja'un-i Qurban, Nawruz i Abd al-Rahman, que havien sortir de Samarcanda amb 5.000 homes (passant primer per Coràsmia i d'allí fins Mazanderan), van arribar a Rayy. Abu Bakr els va fer una oferta per passar al seu servei, que fou acceptada i es van reunir a la cort del príncep prop de Derguzin. El projecte era arrabassar l'Azerbaidjan als turcmans. L'exèrcit va marxar cap a Tabriz.

## Batalla de Sardrud
Kara Yusuf, assabentat, va anar a Schenbi-Ghazan l'11 d'abril de 1408 i va protegir aquesta plaça amb una rasa. Allí es van dirigir Abu Bakr i el seus aliats Ja'un-i Qurban, Bistam Jagir (amb els seus germans Mansur i Masum i el fill Akhi Farrukh) i Husayn Sad (amb el seu germà Muhammad) amb 20.000 homes. El 19 d'abril els dos exèrcits es van trobar en un lloc anomenat Sardrud, a 8 km al sud de Tabriz. La valentia d'Abu Bakr fou immensa però no va aconseguir la victòria que va caure del costat de Kara Yusuf; Muizz al-Din Miran Xah va morir en aquesta batalla. Abu Bakr es va retirar cap a Sultaniya. El cap de Miran Xah fou presentat a Kara Yusuf que va renyar al soldat, va fer rentar el cap i el va fer enterrar amb el cos a Surkhab d'on més tard foren tret els ossos i portats cap a Samarcanda sent depositats a la cúpula verda de Kix. Kara Yusuf va dir que si Miran Xah li hagués estat portat viu l'hauria tractat conforme a la seva dignitat.

## El final d'Abu Bakr
Abu Bakr, no podent sostenir-se a l'Azerbaidjan i l'Iraq Ajamita, va marxar cap al Kirman ara governat per Sultan Uways després de la mort del seu germà Sultan Sahib. Inicialment fou molt ben acollit però aviat la desconfiança va sorgir entre els dos homes i cadascun va fer plans per desfer-se de l'altra. En mig de l'estiu, Abu Bakr va marxar cap al Sistan pel desert; allí fou rebut per Kutb al-Din que va fer un tractat amb el príncep.
Va morir el mateix any 1408 (o a tot tardar el 1409), sense que s'indiquin les causes.